# Diaphorostylus signatipes
Diaphorostylus signatipes är en tvåvingeart som beskrevs av Kertesz 1908. Diaphorostylus signatipes ingår i släktet Diaphorostylus och familjen vapenflugor.
Artens utbredningsområde är Peru. Inga underarter finns listade i Catalogue of Life.